# Tebaldo d'Este
Tebaldo d'Este (fl. X secolo) figlio di Azzo II, servì fedelmente l'imperatore Ottone II.